# ۵۸۸۵ آپلدورن
سیارک ۵۸۸۵ (به انگلیسی: 5885 Apeldoorn، نامگذاری:3137T-2) پنج هزار و هشتصد و هشتاد و پنجمین سیارک کشف شده‌است که در ۳۰ سپتامبر ۱۹۷۳ کشف شد.
قدر مطلق سیارک برابر ۱۱٫۹۰ است.